# Rotting Flesh (brazilská hudební skupina)
Rotting Flesh (v překladu z angličtiny hnijící maso) je brazilská grindcore/deathmetalová kapela založená na počátku 90. let dvacátého století (v roce 1990) ve městě Araraquara ve státě São Paulo. V roce 1997 se rozpadla. 
Na svém kontě má z aktivního období dvě EPka a demo, později vyšlo ještě několik dalších nahrávek: splitko a kompilace.

## Diskografie
Dema
- Horrorific Atrocities (1991)

EP
- Infanticious Monstrosities (1993)
- Submandible Linphatic Muscles (1995) – mini CD

Kompilační alba
- Mesologic Colliquative Effects upon the Chronothanatognosis Methods Compendium (2019)

Split alba
- From Abrupt Decarboxylation's Syndrome of the Amino-Acid Lysine (2018) – split CD s brazilskou kapelou Morbideath